# Roger King
Roger Monroe King (né le 22 août 1944 à New York et mort le 8 décembre 2007 à Boca Raton) est un dirigeant de télévision et des médias ayant fait prospérer la société King World Productions (en) créée par son père Charles King en 1964 avec son frère Michael King. 

## Biographie
Roger King a lancé les carrières d'Oprah Winfrey, Phil McGraw et Alex Trebek. Les programmes incluent Wheel of Fortune (La Roue de la Fortune) ou encore Jeopardy!. 
Il vend la société King World Production à CBS en 2000 pour 2,5 milliards de dollars. Après la fusion, il devient chef exécutif de CBS Television Distribution jusqu'à sa mort.